# Spezia Calcio 2003-2004
Questa pagina raccoglie le informazioni riguardanti lo Spezia Calcio nelle competizioni ufficiali della stagione 2003-2004.

## Stagione
Nella stagione 2003-2004 lo Spezia disputa il girone A del campionato di Serie C1, raccoglie 51 punti con il sesto posto. Ancora una beffa, altro sesto posto, ancora una volta appena fuori dai Playoff; salgono in Serie B l'Arezzo diretto, ed il Cesena che ha vinto i Playoff. Lo staff spezzino punta sul tecnico Paolo Stringara per tentare l'assalto alla Serie B, le potenzialità degli aquilotti sono evidenti, ma sul campo al termine del girone di andata con 26 punti sono lontani 16 punti dall'Arezzo capolista, così il tecnico di Orbetello arriva solo a pochi giorni dal panettone natalizio, infatti dopo la pesante sconfitta esterna (3-0) del 21 dicembre a Reggio Emilia, viene sostituito da Marco Alessandrini. Ma il difetto di segnare poco continua ad affliggere i bianconeri, pur conquistando 31 punti nel girone di ritorno. Fino all'ultima giornata, comunque lo Spezia lotta per entrare nelle prime cinque, ma risulta inutile, per un solo punto, la vittoria ottenuta a Ferrara (0-1) il 16 maggio. Autore di 7 reti, il miglior marcatore spezzino è stato Marco Veronese. Nella Coppa Italia di Serie C gli aquilotti superano il primo turno di qualificazione, ma sono eliminati nel doppio confronto dei sedicesimi dalla Sangiovannese.

## Rosa
| N. |                    | Ruolo | Calciatore              |
| -- | ------------------ | ----- | ----------------------- |
|    | Italia (bandiera)  | C     | Giuseppe Alessi         |
|    | Italia (bandiera)  | A     | Mattia Altobelli        |
|    | Italia (bandiera)  | C     | Tommy Beltrame          |
|    | Italia (bandiera)  | D     | Roberto Bordin          |
|    | Italia (bandiera)  | D     | Luca Ceccarelli         |
|    | Italia (bandiera)  | C     | Luca Coti               |
|    | Brasile (bandiera) | D     | Fabiano Medina da Silva |
|    | Italia (bandiera)  | D     | Daniele Ficagna         |
|    | Italia (bandiera)  | D     | Giuseppe Geraldi        |
|    | Bolivia (bandiera) | C     | Luis Liendo             |
|    | Italia (bandiera)  | D     | Cristian Lizzori        |
|    | Italia (bandiera)  | C     | Luca Matteassi          |

| N. |                      | Ruolo | Calciatore               |
| -- | -------------------- | ----- | ------------------------ |
|    | Francia (bandiera)   | A     | Nassim Mendil            |
|    | Francia (bandiera)   | P     | Mathieu Christian Moreau |
|    | Italia (bandiera)    | C     | Nicola Napolitano        |
|    | Italia (bandiera)    | D     | Luca Percassi            |
|    | Italia (bandiera)    | C     | Federico Pettinà         |
|    | Italia (bandiera)    | C     | Roberto Previtali        |
|    | Argentina (bandiera) | P     | Hugo Rubini              |
|    | Italia (bandiera)    | A     | Christian Scalzo         |
|    | Italia (bandiera)    | C     | Fabio Tricarico          |
|    | Italia (bandiera)    | A     | Marco Veronese           |
|    | Brasile (bandiera)   | C     | Pinto Fraga Wellington   |
|    | Italia (bandiera)    | A     | Francesco Zizzari        |

## Risultati

### Campionato

#### Girone di andata
| La Spezia 31 agosto 2003 1ª giornata | Spezia          | 0 – 0 | Lumezzane | Stadio Alberto Picco\| Arbitro: \| Fiori (Perugia) \| |
| Arbitro:                             | Fiori (Perugia) |       |           |                                                       |

| Arbitro: | Mariuzzo (Venezia) |

|                            |           |                                 |
| Tedoldi 23’ Ambrogioni 79’ | Marcatori | 7’ (aut.) Tedoldi 70’ Matteassi |

| Arbitro: | Pantana (Macerata) |

|                            |           |  |
| Veronese 26’ Altobelli 54’ | Marcatori |  |

| Arbitro: | G. Rubino (Salerno) |

|                                  |           |  |
| Abbruscato 37’, 81’ Vendrame 63’ | Marcatori |  |

| Arbitro: | Caristia (Siracusa) |

|                                              |           |                   |
| De Gasperi 9’ (rig.), 15’ (rig.) Ruopolo 25’ | Marcatori | 33’ (rig.) Alessi |

| Arbitro: | Orsato (Schio) |

|               |           |            |
| Matteassi 50’ | Marcatori | 1’ Joelson |

| Arbitro: | Forconi (Aprilia) |

|             |           |            |
| Vecchio 11’ | Marcatori | 16’ Mendil |

| Arbitro: | Herberg (Messina) |

|                                  |           |  |
| Veronese 26’ Coti 29’ Bordin 51’ | Marcatori |  |

| Arbitro: | Fiori (Perugia) |

|            |           |  |
| Geraldi 4’ | Marcatori |  |

| Arbitro: | Liberti (Genova) |

|                                        |           |  |
| Florean 40’ (rig.) Diamanti 65’ (rig.) | Marcatori |  |

| Arbitro: | Brunialti (Trento) |

|            |           |                   |
| Bordin 13’ | Marcatori | 64’, 80’ A. Villa |

| Padova 16 novembre 2003 12ª giornata | Padova                | 0 – 0 | Spezia | Stadio Euganeo\| Arbitro: \| Squillace (Catanzaro) \| |
| Arbitro:                             | Squillace (Catanzaro) |       |        |                                                       |

| Arbitro: | Herberg (Messina) |

|          |           |  |
| Coti 79’ | Marcatori |  |

| Arbitro: | Marelli (Como) |

|                                 |           |  |
| Ambrosi 39’ (rig.) Fialdini 56’ | Marcatori |  |

| Arbitro: | Crugliano (Crotone) |

|                          |           |             |
| Veronese 12’ Zizzari 82’ | Marcatori | 86’ Docente |

| Arbitro: | Tonolini (Milano) |

|                                  |           |  |
| Ranalli 45+1’ Goretti 57’, 90+3’ | Marcatori |  |

| Arbitro: | Banti (Livorno) |

|  |           |             |
|  | Marcatori | 90+2’ Selva |

#### Girone di ritorno
| Arbitro: | Ferrandini (Sondrio) |

|           |           |                 |
| Russo 38’ | Marcatori | 32’, 64’ Scalzo |

| Arbitro: | Orsato (Schio) |

|            |           |              |
| Alessi 46’ | Marcatori | 14’ Bernacci |

| Lucca 1º febbraio 2004 20ª giornata | Lucchese              | 0 – 0 | Spezia | Stadio Porta Elisa\| Arbitro: \| Squillace (Catanzaro) \| |
| Arbitro:                            | Squillace (Catanzaro) |       |        |                                                           |

| Arbitro: | Velotto (Grosseto) |

|                      |           |                |
| Alessi 6’ Bordin 88’ | Marcatori | 80’ Abbruscato |

| Arbitro: | Lena (Ciampino) |

|              |           |  |
| Veronese 53’ | Marcatori |  |

| Arbitro: | Herberg (Messina) |

|  |           |                                            |
|  | Marcatori | 63’ Veronese 75’ (rig.) Alessi 89’ Zizzari |

| La Spezia 7 marzo 2004 24ª giornata | Spezia             | 0 – 0 | Pro Patria | Stadio Alberto Picco\| Arbitro: \| Scoditti (Bologna) \| |
| Arbitro:                            | Scoditti (Bologna) |       |            |                                                          |

| Arbitro: | Pierpaoli (Firenze) |

|                           |           |                                            |
| Pinamonte 1’ Polenghi 47’ | Marcatori | 21’ Mendil 43’ Matteassi 51’, 69’ Veronese |

| Arbitro: | Giglioni (Siena) |

|                    |           |  |
| Mortari 71’ (rig.) | Marcatori |  |

| Arbitro: | Mannella (Avezzano) |

|          |           |            |
| Coti 52’ | Marcatori | 50’ Ligori |

| Arbitro: | Damato (Barletta) |

|             |           |                               |
| Valiani 36’ | Marcatori | 17’ Previtali 90+3’ Altobelli |

| La Spezia 10 aprile 2004 29ª giornata | Spezia                | 0 – 0 | Padova | Stadio Alberto Picco\| Arbitro: \| Squillace (Catanzaro) \| |
| Arbitro:                              | Squillace (Catanzaro) |       |        |                                                             |

| Arbitro: | Banti (Livorno) |

|           |           |              |
| Porro 38’ | Marcatori | 90+3’ Bordin |

| Arbitro: | P.S. Mazzoleni (Bergamo) |

|                          |           |             |
| Scalzo 24’ Matteassi 27’ | Marcatori | 14’ Capuano |

| Arbitro: | Stefanini (Prato) |

|                            |           |  |
| Floccari 54’ Ricchiuti 88’ | Marcatori |  |

| La Spezia 9 maggio 2004 33ª giornata | Spezia             | 0 – 0 | Reggiana | Stadio Alberto Picco\| Arbitro: \| Pantana (Macerata) \| |
| Arbitro:                             | Pantana (Macerata) |       |          |                                                          |

| Arbitro: | Velotto (Grosseto) |

|  |           |                   |
|  | Marcatori | 37’ (rig.) Alessi |

### Coppa Italia

#### Girone G
| Arbitro: | Stefanini (Prato) |

|           |           |                                            |
| Ferro 61’ | Marcatori | 14’ Bordin 20’ L. Ceccarelli 30’ Altobelli |

| 20 agosto 2003 2ª giornata |  | – Turno di riposo Spezia |  |  |

| Arbitro: | Liberti (Genova) |

|  |           |                      |
|  | Marcatori | 35’ Biggi 83’ Grassi |

| Arbitro: | Balsamo (Tivoli) |

|  |           |                                        |
|  | Marcatori | 22’ Altobelli 48’ Veronese 69’ Fabiano |

| Arbitro: | Bindi (San Giovanni Valdarno) |

|                                                                                         |           |  |
| Wellington 13’ Altobelli 24’, 39’ (rig.) Beltrame 41’ Coti 50’ Mendil 68’ Previtali 79’ | Marcatori |  |

#### Sedicesimi di finale
| Arbitro: | Vuoto (Livorno) |

|                              |           |  |
| Morandini 23’ Belluomini 87’ | Marcatori |  |

| Arbitro: | Vicinanza (Albenga) |

|                                        |           |              |
| Geraldi 21’ Zizzari 45+2’ Veronese 71’ | Marcatori | 84’ Scugugia |